# حفرية قردة أولدافاي العليا 9

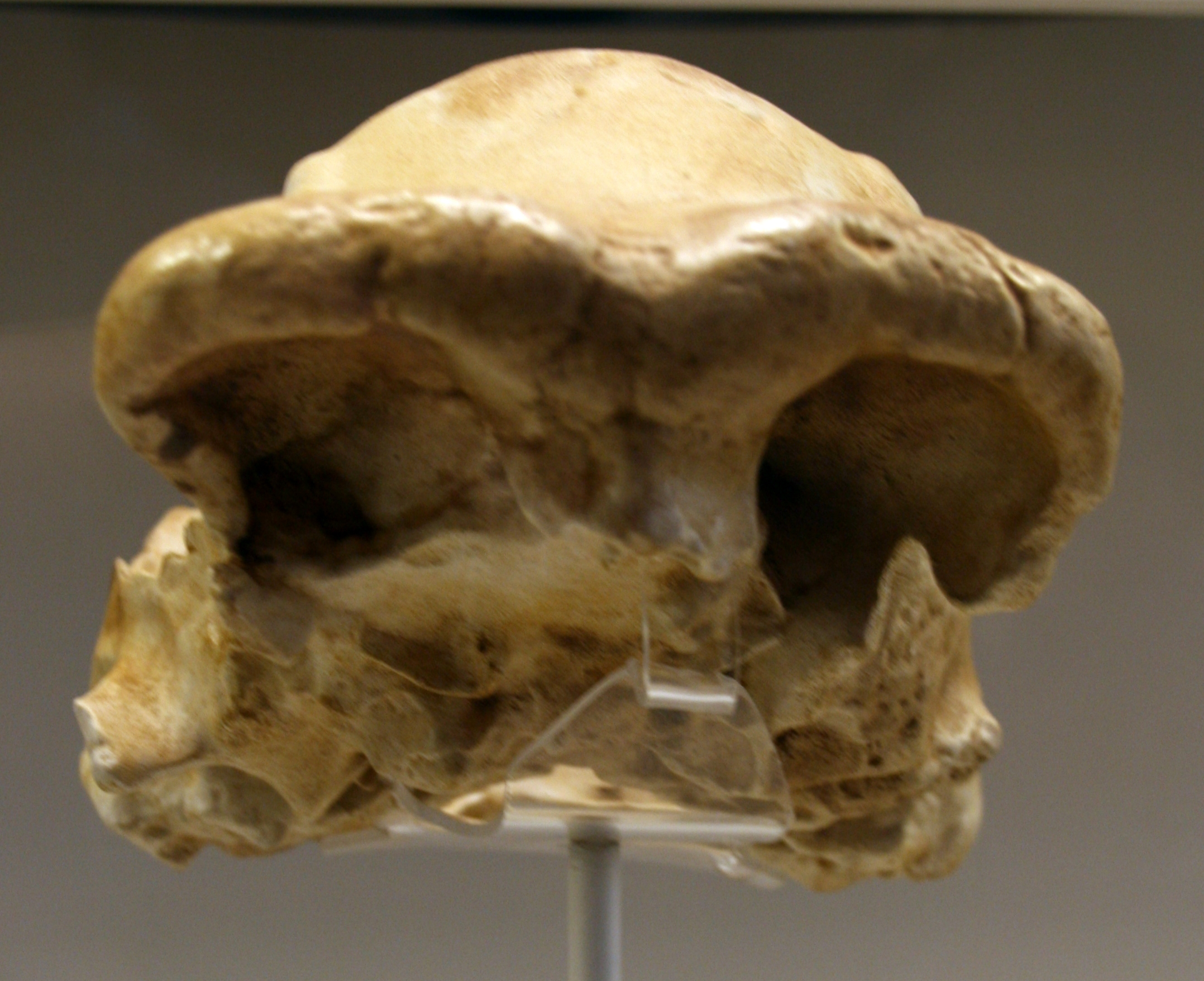

حفرية قردة أولدافاي العليا 9 أو OH 9 هي حفرية لقبة الجمجمة تعود للقردة العليا المبكرة. ووُجدت في LLK II في وادي أولدافاي من طرف لويس إس. بي. ليكي في عام 1960. يتراوح عمر هذه الحفرية بين 1.4 و1.5 مليون سنة، ويُعتقد أن صاحبها هو أول فردٍ من القردة العليا يمتلك دماغاً حجمه أكبر من 1000 سم مكعب. أطلق ليكي اسم “الرجل الشيليني” على هذه الحفرية، نسبة إلى الأدوات المكتشفة بالقرب من موقع الحفرية والتي تعود إلى حضارة أولدافاي، والتي سُميت وقتها بالحضارة الشيلينية، مع أخذ العلم أن هذا الاسم، أي الحضارة الشيلينية، قد أُهمل وبطل استعماله. أطلق Hebere (1963) اسم Homo Leakeyi بشكلٍ مؤقت على نوعٍ جديد مكتشف تكريماً للعالم لويس ليكي، لكن هذه التسمية تغيرت لاحقاً لتصبح “الإنسان العامل” أو “الإنسان المنتصب”، حيث اعتُبر مصطلح “الإنسان العامل” مرادفاً أصغر (أي أحدث). أطلق العالم فيليب توبياس مصطلح Homo erectus olduvaiensis على نويعٍ جديد اكتشفه عام 1968 بناءً على العينة، لكن هذا المصطلح لم يعد مستخدماً. كما اعتبر مقترحو تسمية “الإنسان العامل” أن هذا الإنسان يعود إلى سلالة منفصلة، مماثلاً لـ ”الإنسان المنتصب الأفريقي”، بدلاً من اعتباره نوعاً زمنياً خالصاً. وعندما قام أستاذ علم الإنسان الحيوي كولن غروفز بتعريف الحفرية OH 9 على أنها حفرية للإنسان المنتصب، فأدى ذلك إلى إدراج مسمى “الإنسان العامل” ضمن مسمى “الإنسان المنتصب”.